# Рандриамбололона, Зотсара
Зотсара Рандримбололона (малаг. Zotsara Randriambololona; 22 апреля 1994, Ницца, Франция), также известен как Зут (нидерл. Zout) — мадагаскарский футболист, полузащитник французского клуба «Флери 91» и сборной Мадагаскара.

## Клубная карьера
Родился в Ницце. Футболом начинал заниматься в академиях клубов «Бланьи Кариньян» и «Седан». С последним и подписал свой первый профессиональный контракт в 2012 году.
Однако, в «Седане» Зут за основной состав не играл, выступая лишь за дублирующий состав во Втором любительском чемпионате Франции, пятом по силе дивизионе в стране. Первую игру провел 8 сентября 2012 года в третьем туре первенства в игре с «Аррас Футболь». Рандримбололона вышел на замену на 84-й минуте, а его команда победила со счетом 1:0. Всего за вторую команду он провел 10 матчей. Единственный гол забил 18 мая 2013 года в матче с «Васкеалем». Зотсара отличился на 61-й минуте, сделав счет 3:1 в пользу своего клуба.
Сезон 2013/2014 Зут начал в структуре «Осера», но снова выступал только за вторую команду в любительском чемпионате. Первую игру за новый клуб провел 24 августа против «Луан-Кюизо», выйдя в стартовом составе. Первый и единственный гол забил 24 мая в игре заключительного тура с «Ле Пюи». На 25-й минуте он реализовал пенальти, но этого не хватило для победы. Игра завершилась со счетом 1:1.
В начале 2015 года Рандримбололона в качестве свободного агента перешел в команду второго бельгийского дивизиона - «Эксельсиор» из Виртона. За новый клуб дебютировал 21 февраля в домашней игре с «Ломмелем». За три сезона в Виртоне Зут принял участие в 59 играх и забил 10 мячей.
13 июля 2017 года подписал контракт с вернувшимся в высший дивизион Бельгии «Антверпеном». Соглашение рассчитано на 2 года с возможностью пролонгации еще на год. Дебют Зута в чемпионате Бельгии состоялся 13 августа в домашней игре с «Генком». Рандримбололона вышел на поле на 75-й минуте вместо Исаака Коне.
31 января 2018 года в последний день зимнего трансферного окна был отдан в аренду «Руселаре» до конца сезона без права выкупа «Руселаре». В клубе рассчитывали на то, что Зут получит игровую практику, однако, он провел всего одну игру. 25 февраля в домашней игре с «Ауд-Хеверле Лёвен» он в концовке встречи заменил Ги Дюфура.
В январе 2019 года перешёл в клуб «Флери 91» из Насьонал 2 (четвёртая по силе лига Франции)..

## Международная карьера
Несмотря на то, что Зотсара Рандримбололона родился во Франции он принял решение на уровне сборных представлять Мадагаскар. Первый раз в футболке национальной команды он вышел на поле 14 июня 2015 года в гостевой игре с ДР Конго в Киншасе. Зут вышел в стартовом составе и провел на поле 71 минуту. В октябре 2018 года в отборочном турнире континентального первенства за два тура до конца сборная Мадагаскара обеспечила себе выход из группы и впервые в своей истории попала на Кубок африканских наций. Зут принял участие в 6 из 8 игр своей сборной и отметился 1 голевой передачей.